# Кисельов Володимир Костянтинович
Володимир Костянтинович Кисельов (27 жовтня 1947, Ташкент — 3 листопада 2013, Харків) — український фізик, фахівець у галузі радіофізики. Доктор фізико-математичних наук (2002), професор, лауреат Державної премії України в галузі науки і техніки (2010).

## Біографія
У 1970 році закінчив кафедру радіовимірювань радіофізичного факультету Харківського державного університету за спеціальністю «радіофізика і електроніка».
Відразу після закінчення університету розпочав роботу в Інституті радіофізики та електроніки Академії наук Української РСР: спочатку на посаді інженера, з 1972 по 1984 рік — наукового співробітника, з 1984 по 1988 рік — старшого наукового співробітника. З 1989 року очолював відділ квазіоптики Інституту радіофізики та електроніки імені О. Я. Усикова НАН України.
У 1982 році захистив кандидатську дисертацію, а в 2002 році — докторську дисертацію. У 1990 році йому було присвоєне вчене звання старшого наукового співробітника.
Паралельно з основною роботою в Інституті:
- у 2004—2009 роках — професор кафедри радіоелектроніки та комп'ютерних систем Української інженерно-педагогічної академії (м. Харків),
- з 2010 року — професор кафедри квантової радіофізики Харківського національного університету імені В. Н. Каразіна.

## Наукова діяльність
Здійснив наукове керівництво понад 40 науково-дослідними роботами з розробки квазіоптичної елементної бази та радіовимірювальної апаратури міліметрового і субміліметрового діапазонів для загального і спеціального призначення. Серед прикладних напрямів — елементи та системи для діагностики термоядерної плазми, електродинамічне моделювання процесів радіолокаційного розсіювання, фундаментальні фізичні та біомедичні дослідження.
Заклав основи нового наукового напряму в експериментальній радіофізиці — квазіоптичного хвилеводного моделювання процесів електромагнітного розсіювання у міліметровому і субміліметровому діапазонах хвиль. Розвинув теорію і запропонував принципи побудови нового класу радіовимірювальних систем — квазіоптичних мікрокомпактних полігонів, призначених для дослідження характеристик розсіювання фізичних об'єктів і масштабних моделей радіолокаційних розсіювачів методом хвилеводного моделювання у терагерцовому діапазоні електромагнітного спектра.
У межах міжнародного наукового співробітництва керував рядом успішно реалізованих партнерських проєктів з вченими США, Німеччини, Чехії.
Має понад 30 авторських свідоцтв і патентів на винаходи. Під його керівництвом захищено дві кандидатські дисертації.

## Визнання
- Лауреат Державної премії України в галузі науки і техніки (2010).
- Звання «Кращий винахідник НАН України» (2000).
- Почесне звання «Senior Member IEEE» (2001).
- Увійшов до міжнародного довідника Who is Who in Science and Engineering.

## Публікації
Кисельов є автором і співавтором понад 200 наукових публікацій, зокрема двох монографій.
Основні праці:
- Квазіоптичний хвилеводний метод дослідження характеристик розсіяння фізичних об'єктів у субміліметровому діапазоні електромагнітних хвиль // Доп. НАНУ. 1995. № 11;
- Оптимизация параметров и расчет квазиоптического волноводного микрокомпактного полигона субмиллиметрового диапазона // РЭ. 1998. Т. 3, № 3;
- Quasi-optical waveguide modeling method and micro-compact scattering range for the millimeter and submillimeter wave bands // IEEE Transactions on Antennas and Propagation. 2001. Vol. 49, № 5 (співавтор);
- Physical modeling of electromagnetic scattering in the terahertz band quasi-optical directional structures // Telecommunications and Radio Engineering. 2010. Vol. 69, № 7; Радіоелектронні та навчально-тренувальні комплекси для підвищення безпеки польотів. Х., 2010 (співавтор).